# Ново-Яковлевка (Тульская область)
Ново-Яковлевка — деревня в Тульской области России.
В рамках административно-территориального устройства входит в состав Гремячевского сельского округа Новомосковского района, в рамках организации местного самоуправления включается в муниципальное образование город Новомосковск со статусом городского округа.

## География
Деревня находится в северо-восточной части Тульской области, в лесостепной зоне, в пределах Среднерусской возвышенности, при автодороге 70К-180, на расстоянии примерно 16 километров (по прямой) к востоко-северо-востоку от города Новомосковска, административного центра округа. Абсолютная высота — 220 метров над уровнем моря.

### Климат
Климат характеризуется как умеренно континентальный, с умеренно холодной снежной зимой и тёплым летом. Средняя температура воздуха самого холодного месяца (января) — −11 — −10,9 °C (абсолютный минимум — −42 °C), средняя температура самого тёплого (июля) — 18 — 18,1 °С (абсолютный максимум — 37 °С). Безморозный период длится в среднем 140 дней. Среднегодовое количество атмосферных осадков составляет 540—545 мм, из которых большая часть (около 365 — 375мм) выпадает в период с апреля по октябрь. Снежный покров держится в течение 134—140 дней.

### Часовой пояс
Деревня Ново-Яковлевка, как и вся Тульская область, находится в часовой зоне МСК (московское время). Смещение применяемого времени относительно UTC составляет +3:00.

## Население
| 2010 |
| ---- |
| 17   |

### Национальный состав
Согласно результатам переписи 2002 года, в национальной структуре населения русские составляли 100 % из 19 чел.